# Бормолини, Томас
Томас Бормолини (итал. Thomas Bormolini; род. 29 августа 1991, Сондало, Ломбардия) — итальянский биатлонист. Член сборной Италии по биатлону.

## Карьера
На крупных соревнованиях выступает с 2008 года. В 2010 году дебютировал в розыгрыше Кубка IBU. Перед сезоном 2014/2015 попал в состав сборной страны. Дебютировал на этапах Кубка мира в индивидуальной гонке в шведском Эстерсунде 3 декабря 2014 года. В ней он занял 19-е место и набрал свои первые кубковые очки.
Принимал участие в соревнованиях по лыжным гонкам. В 2013 году Бормолини занял 55-е место в лыжном марафоне в итальянском Ливиньо. В 2014 году в аналогичной гонке в швейцарском Самедане спортсмен был 89-м.

## Семья
Старший брат спортсмена Лука Бормолини (род. 1987) также занимался биатлоном, однако рано завершил карьеру из-за проблем со здоровьем. Он занимается тренерской деятельностью и возглавляет сборные Австралии и Бразилии по биатлону.

## Результаты

### Кубок мира
- 2014/15 — 67-е место (42 очка)
- 2015/16 — 88-е место (11 очков)
- 2016/17 — 98-е место (7 очков)